# 존 허드슨

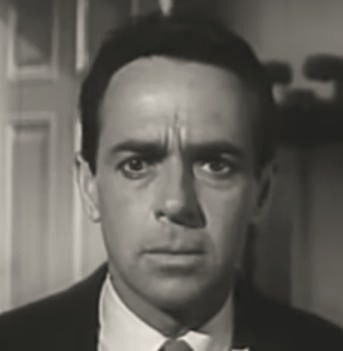

존 허드슨(John Hudson, 1919년 1월 24일 ~ 1996년 4월 5일)은 미국의 배우, 텔레비전 배우이다.
길로이에서 태어났으며 로스앤젤레스에서 사망하였다.

## 영화
- 괴짜 (1994년)